# Chung kết Cúp FA 1922
Trận chung kết Cúp FA 1922 giữa Huddersfield Town và Preston North End đã diễn ra tại sân vận động Stamford Bridge. Huddersfield đã giành chiến thắng với tỷ số tối thiểu, bàn thắng duy nhất được ghi bởi Billy Smith trên chấm phạt đền.

## Tổng quan

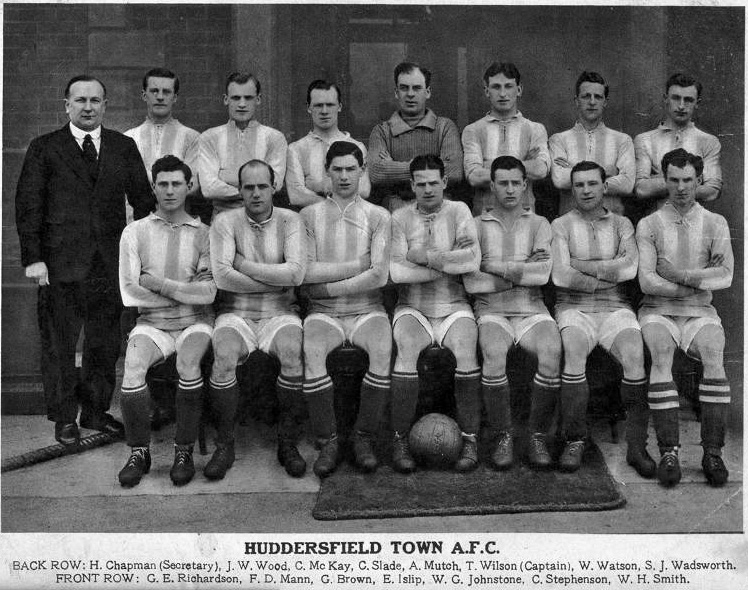
Huddersfield Town, nhà vô địch cúp FA 1921–22

Đây là trận đấu cuối cùng trước khi sân vận động Wembley được mở, và cũng là chiếc Cúp FA đầu tiên và duy nhất mà Huddersfield có được. Thủ môn của Preston là James Mitchell là cầu thủ đầu tiên (và duy nhất) đeo kính mắt trong trận chung kết Cúp FA.
Đây là trận chung kết đầu tiên được quyết định chỉ bằng một quả phạt đền và quyết định thổi phạt đền này đã gây tranh cãi, vì theo xác nhận của các đoạn băng thời sự, pha phạm lỗi đã diễn ra bên ngoài vòng cấm.

## Chi tiết trận đấu
| Huddersfield Town | 1–0        | Preston North End |
| ----------------- | ---------- | ----------------- |
| Smith 67' (ph.đ.) | (Chi tiết) |                   |

| Huddersfield Town | Preston North End |

|                         |  |                   |
|                         |  |                   |
| GK                      |  | Sandy Mutch       |
| DF                      |  | James Wood        |
| DF                      |  | Sam Wadsworth     |
| MF                      |  | Charlie Slade     |
| MF                      |  | Tom Wilson (c)    |
| MF                      |  | Billy Watson      |
| FW                      |  | George Richardson |
| FW                      |  | Frank Mann        |
| FW                      |  | Ernie Islip       |
| FW                      |  | Clem Stephenson   |
| FW                      |  | Billy Smith       |
| Huấn luyện viên trưởng: |  |                   |
| Herbert Chapman         |  |                   |

|                         |  |                    |
|                         |  |                    |
| GK                      |  | James Mitchell     |
| DF                      |  | Tom Hamilton       |
| DF                      |  | Alex Doolan        |
| MF                      |  | Tom Duxbury        |
| MF                      |  | Joe McCall (c)     |
| MF                      |  | Johnny Williamson  |
| FW                      |  | Archibald Rawlings |
| FW                      |  | Frank Jefferis     |
| FW                      |  | Billy Roberts      |
| FW                      |  | Roland Woodhouse   |
| FW                      |  | Peter Quinn        |
| Huấn luyện viên trưởng: |  |                    |
| Không có                |  |                    |

## Đường đến Stamford Bridge

### Huddersfield Town

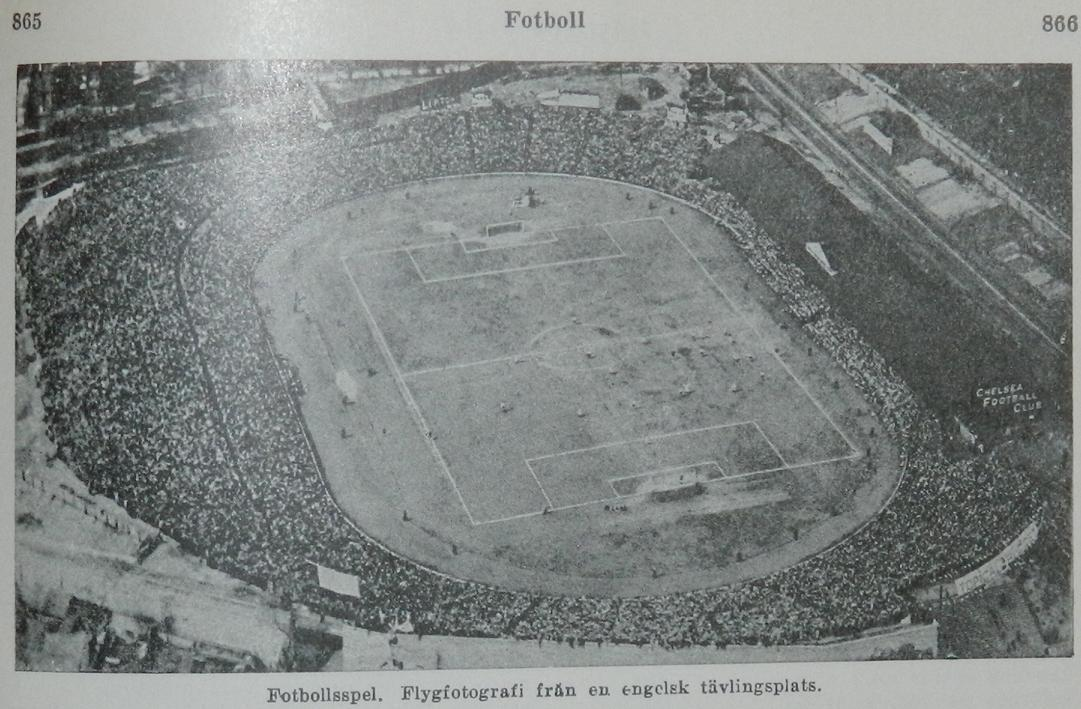
Stamford Bridge thập niên 1920–30

| Vòng 1        | Burnley                | 2–2 | Huddersfield Town      |
| Đá lại vòng 1 | Huddersfield Town      | 3–2 | Burnley                |
| Vòng 2        | Brighton & Hove Albion | 0–0 | Huddersfield Town      |
| Đá lại vòng 2 | Huddersfield Town      | 2–0 | Brighton & Hove Albion |
| Vòng 3        | Blackburn Rovers       | 1–1 | Huddersfield Town      |
| Đá lại vòng 3 | Huddersfield Town      | 5–0 | Blackburn Rovers       |
| Tứ kết        | Huddersfield Town      | 3–1 | Millwall               |
| Bán kết       | Huddersfield Town      | 2–0 | Notts County           |
|               | (tại Turf Moor)        |     |                        |

### Preston North End
| Vòng 1        | Preston North End  | 3–0 | Wolverhampton Wanderers |
| Vòng 2        | Preston North End  | 3–1 | Newcastle United        |
| Vòng 3        | Barnsley           | 1–1 | Preston North End       |
| Đá lại vòng 3 | Preston North End  | 3–0 | Barnsley                |
| Tứ kết        | Arsenal            | 1–1 | Preston North End       |
| Đá lại tứ kết | Preston North End  | 2–1 | Arsenal                 |
| Bán kết       | Preston North End  | 2–1 | Tottenham Hotspur       |
|               | (tại Hillsborough) |     |                         |